# Myopias tasmaniensis
Myopias tasmaniensis är en myrart som beskrevs av Wheeler 1923. Myopias tasmaniensis ingår i släktet Myopias och familjen myror. Inga underarter finns listade i Catalogue of Life.

## Bildgalleri

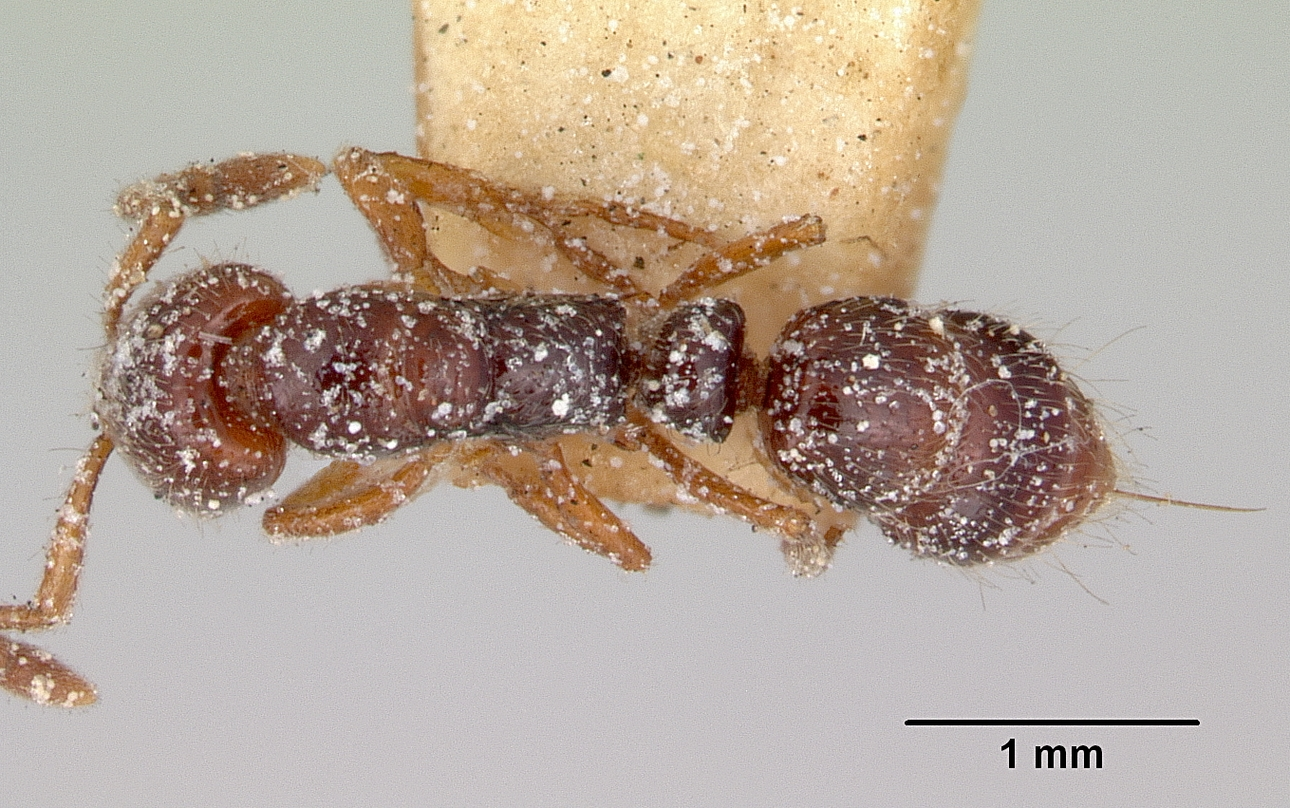
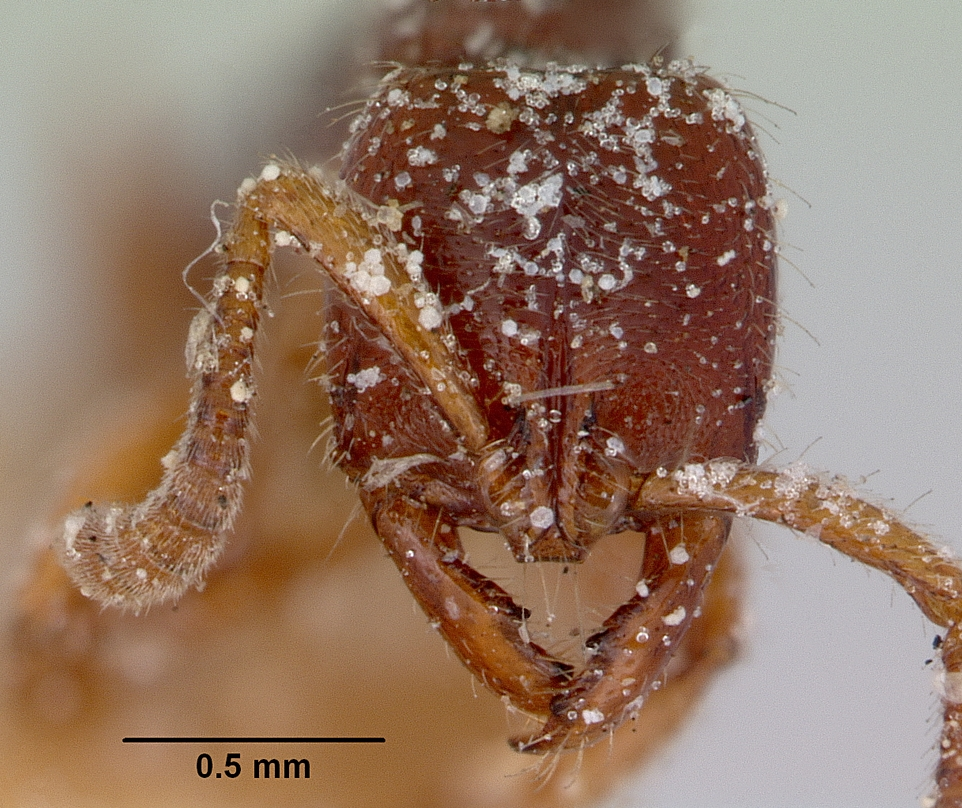
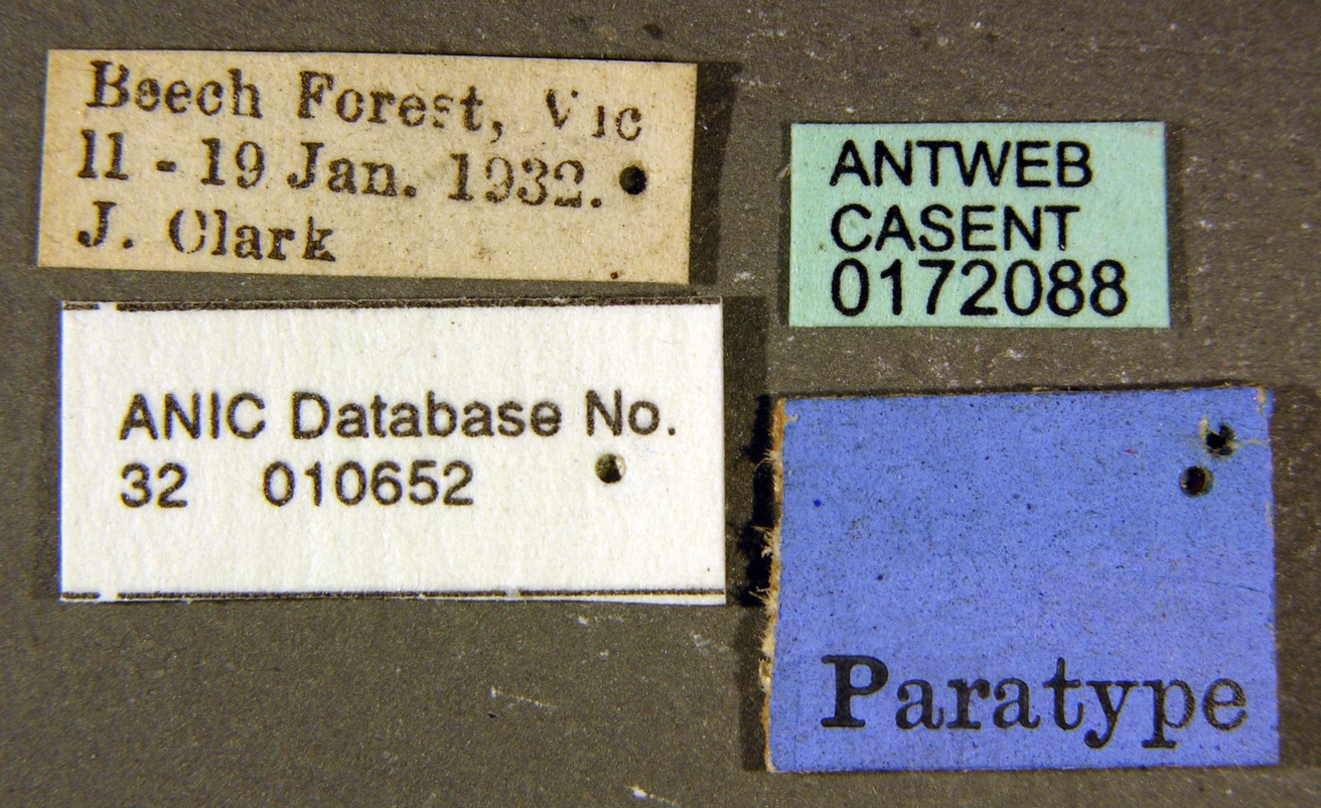
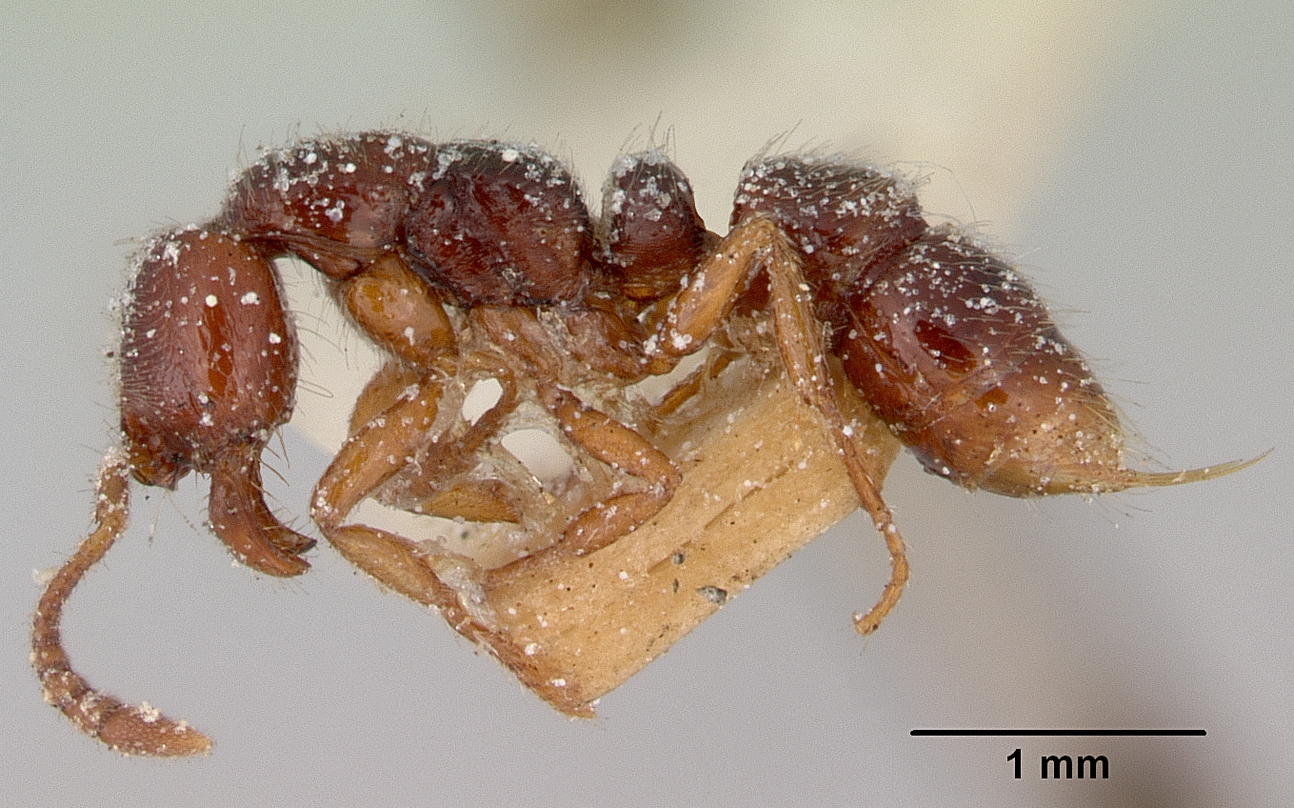